# 丘の公園内遺跡群
座標: 北緯35度54分08.3秒 東経138度25分46.9秒 / 北緯35.902306度 東経138.429694度
丘の公園内遺跡群（おかのこうえんないいせきぐん）は、山梨県北杜市（旧北巨摩郡高根町清里字念場原）にある遺跡群。旧石器時代から縄文時代草創期を中心に中世までの遺跡が分布する複合遺跡群。県内ではじめて姶良Tn火山灰（At）が確認された。

## 概要
県北西部、八ヶ岳山麓の標高1100メートル - 1240メートル付近にあたる念場原の東部に位置。八ヶ岳山麓は冷涼な気候と湧水の湧くに地域で、県内では天神堂遺跡などがある県南部の富士川流域や東部の桂川流域と並んで旧石器から縄文時代の遺跡が多く分布しており、隣接する長野県の野辺山も旧石器時代の遺跡が分布することで知られる。念場原は川俣川と大門川の崖線で画された南北8キロメートル、東西3キロメートル範囲の地域で、開発前は原生林が広がっていた。周辺には旧湖沼が埋積した砂礫層が分布し、表面は中小河川による侵食を受け起伏が形成されており、北は起伏の少ない扇状地となっている。
遺跡はJR小海線の南側にあたる山梨県企業局により開発された総合スポーツ・レクリエーション施設「清里丘の公園」内にあり、第1-第7遺跡と14番ホール遺跡の計8箇所があり、1987年（昭和62年）の発掘調査では県内でははじめてコンピュータや光波測距儀が用いられて記録が行われた。旧石器時代から縄文時代草創期初頭のナイフ形石器や槍先形尖頭器、削器や掻器、石錐などの石器類が出土し、礫群や配石も検出されている。礫群は被熱を受けているが再使用された形跡がなく、接合部を合わせると半数が遺跡外へ持ち出されていることがわかっている。